# 浙江艺术职业学院
浙江艺术职业学院，曾名浙江艺术学校，是一所位于浙江杭州的艺术院校，成立于1955年。中国大陆许多知名藝人曾在此校就读。

## 历史
1955年5月浙江文化干部训练班在杭州成立。1958年更名为浙江省戏曲学校。1978年4月更名为浙江艺术学校。2002年3月20日，浙江艺术学校、浙江省电影学校和浙江省艺术研究所合并为浙江艺术职业学院。

## 院系专业
该校以戏剧戏曲、民族器乐、舞台美术、舞蹈表演为主要专业。

## 校友
曾在该校担任过教职的有盖叫天、姚水娟、周传瑛、周大风等。
毕业的著名校友有茅威涛、陳麗君、杨小青、周迅、董卿、何赛飞、陶慧敏、黄依群、王志萍、王奉梅、陈辉玲、董柯娣、张羽军、詹永明、毛戈平等。

## 图片
- 南大门
- 校门
- 实验艺术剧场
- 校园建筑